# Mistrovství Jižní Ameriky ve fotbale 1925
Mistrovství Jižní Ameriky ve fotbale 1925 bylo deváté mistrovství pořádané fotbalovou asociací CONMEBOL. Vítězem se stala Argentinská fotbalová reprezentace.

## Tabulka
| Tým       | Z | V | R | P | VG | IG | +/- | B |
| --------- | - | - | - | - | -- | -- | --- | - |
| Argentina | 4 | 3 | 1 | 0 | 11 | 4  | +7  | 7 |
| Brazílie  | 4 | 2 | 1 | 1 | 11 | 9  | +2  | 5 |
| Paraguay  | 4 | 0 | 0 | 4 | 4  | 13 | -9  | 0 |
| Chile     | 0 | 0 | 0 | 0 | 0  | 0  | 0   | 0 |
| Uruguay   | 0 | 0 | 0 | 0 | 0  | 0  | 0   | 0 |

- Týmy  Chile a  Uruguay se vzdaly účasti.

## Zápasy
| 29. listopadu 1925    |     |          |                                                              |
| Argentina             | 2:0 | Paraguay | Estadio Ministro Brin y Senguel, Buenos Aires diváci: 18 000 |
| Seoane 2' Sánchez 72' |     |          | Estadio Ministro Brin y Senguel, Buenos Aires diváci: 18 000 |

| 6. prosince 1925                                       |     |               |                                                        |
| Brazílie                                               | 5:2 | Paraguay      | Estadio Sportivo Barracas, Buenos Aires diváci: 12 000 |
| Moderato 16' Friedenreich 21' Lagarto 42' 47' Nilo 72' |     | Rivas 25' 55' | Estadio Sportivo Barracas, Buenos Aires diváci: 12 000 |

| 13. prosince 1925                |     |          |                                                        |
| Argentina                        | 4:1 | Brazílie | Estadio Sportivo Barracas, Buenos Aires diváci: 25 000 |
| Seoane 41' 48' 74' Garassini 72' |     | Nilo 22' | Estadio Sportivo Barracas, Buenos Aires diváci: 25 000 |

| 17. prosince 1925 |     |                          |                                                              |
| Paraguay          | 1:3 | Brazílie                 | Estadio Ministro Brin y Senguel, Buenos Aires diváci: 14 000 |
| Fretes 58'        |     | Nilo 30' Lagarto 57' 61' | Estadio Ministro Brin y Senguel, Buenos Aires diváci: 14 000 |

| 20. prosince 1925  |     |                                       |                                                              |
| Paraguay           | 1:3 | Argentina                             | Estadio Ministro Brin y Senguel, Buenos Aires diváci: 25 000 |
| Fleitas Solich 15' |     | Tarasconi 22' Seoane 32' Irurieta 63' | Estadio Ministro Brin y Senguel, Buenos Aires diváci: 25 000 |

| 25. prosince 1925         |     |                        |                                                        |
| Brazílie                  | 2:2 | Argentina              | Estadio Sportivo Barracas, Buenos Aires diváci: 18 000 |
| Friedenreich 27' Nilo 30' |     | Cerroti 41' Seoane 55' | Estadio Sportivo Barracas, Buenos Aires diváci: 18 000 |